# Barça Camp Nou
Barça Camp Nou es una publicación editada por el propio club (mediante su departamento de comunicación), que se reparte gratuitamente coincidiendo con los partidos de Liga y Copa del Rey que se juegan en "casa". La publicación comenzó a editarse a finales de octubre del 2005; los aficionados del FC Barcelona que acuden al estadio reciben la publicación.
La publicación tiene una tirada que oscila entre los 30.000 y los 70.000 ejemplares, en función del partido y de la previsión de asistencia al estadio. Con motivo de la final de la Liga de Campeones, también se hizo una edición especial del 'BARÇA CAMP NOU', que se repartió entre los más de 21.000 aficionados que se desplazaron a París. Además, también se han hecho otras ediciones especiales, como, por ejemplo, con motivo del homenaje al exjugador de bàsquet Nacho Solozábal.
La información previa del partido, con las últimas noticias relacionadas y un amplio informe técnico del rival, ocupa gran parte del contenido habitual de 'BARÇA CAMP NOU', donde también se pueden consultar todas las estadísticas y clasificaciones. Las secciones del club también tienen cabida en el diario del Barça, que en cada número dedica las dos páginas centrales a un análisis en profundidad de un tema monográfico o a un póster. Habitualmente, el ejemplar tiene 16 páginas.